# П̓
П̓ (minuskule п̓) je již běžně nepoužívané písmeno cyrilice, v minulosti bylo používáno v abcházštině. V poslední variantě abchazské azbuky mu odpovídá písmeno Ҧ, které je postupně nahrazováno písmenem Ԥ.
Písmeno bylo zavedeno v tiskové variantě azbuky navržené M. R. Zavadským jako tištěná alternativa k Peterem von Uslar zavedenenému psacímu písmenu Ԥ, ovšem v pozdější tiskové verzi azbuky navržené komisí pro překlady bylo nahrazeno písmenem Ҧ. V latinské abecedě N. J. Marra písmenu П̓ odpovídalo písmeno ꝕ, v abecedě N. F. Jakovleva písmenu П̓ odpovídalo písmeno p, v době, kdy byla abcházština zapisována gruzínským písmem, písmenu П̓ odpovídalo písmeno ფ. Od znovuzavedení zápisu abcházštiny cyrilicí je místo písmena П̓ používáno písmeno Ҧ, které je postupně nahrazováno písmenem Ԥ.